# Compass Racing
Le Compass Racing (originellement appelé le Compass360 Racing & C360R) est une écurie fondée en 2003 basée à Toronto, au Canada.

## Historique
En 2019, comme lors des saisons précédentes, le Compass racing s'engagea dans le championnat Michelin Pilot Challenge, toujours avec une McLaren 570S GT4. La nouveauté a été la participation, en partenariat avec McLaren, au championnat WeatherTech Sprint Cup avec comme voiture une McLaren 720S GT3 et comme pilotes Matt Plumb (en)et Paul Holton. En Michelin Pilot Challenge, le Compass Racing réussi à emporter une victoire historique pour la première course se déroulant à Daytona. En WeatherTech Sprint Cup, pour la première course, au Sports Car Challenge at Mid-Ohio, la voiture dû malheureusement abandonner au bout de 82 tours.

## Pilotes

### WeatherTech SportsCar Championship(2015; 2019 - à ce jour)
- Paul Holton (2019 - )
- Pierre Kleinubing  (2015)
- Ray Mason (2015)
- Matt Plumb (2019 - )

### Michelin Pilot Challenge(2003 à ce jour)
- Lawson Aschenbach (2010)
- Bob Beede (2011)
- Adam Burrows (2013 - 2016)
- Eric Curran (2009; 2013)
- Ryan Eversley (2010 - 1014)
- Kyle Gimple (2010 - 1014)
- Daniel Herrington (2005)
- Trevor Hopwood (2008; 2012)
- Billy Johnson (2007 - 2008)
- John Kuitwaard (2009 - 2012)
- Zach Lutz (2010 - 2011)
- Christian Miller (2008 - 2010; 2012)
- Randy Pobst (2009)
- Matt Pritiko (2007 - 2009)
- Karl Thomson (2004 - 2012)
- David Thilenius (2010 - 2013)
- Travis Walker (2007 - 2009)

### Blancpain GT World Challenge America(2014 à ce jour)
- Jarett Andretti (2019)
- Lawson Aschenbach (2011)
- Jason Coupal (2018)
- Michael DiMeo (2014)
- Paul Holton (2015 - 2018)
- Remo Ruscitti (2012 - 2013)
- Brett Sandberg (2011 - 2013)
- Karl Thomson (2014 - 2015; 2019 - )
- Emilee Tominovich (2015)
- Ryan Winchester (2012 - 2013)